# إدغار شاندلير (ضابط)
إدغار شاندلير (بالإنجليزية: Edgar Chandler)‏ هو ضابط أمريكي، ولد في 17 أغسطس 1904 في بروفيدنس في الولايات المتحدة، وتوفي في 7 مايو 1988 في كونكورد في الولايات المتحدة.